# Francisco Simón y Ródenas
Francisco Simón y Ródenas, in religione Francesco da Orihuela (La Aparecida, 2 ottobre 1849 – Masamagrell, 22 agosto 1914), è stato un missionario e vescovo cattolico spagnolo.

## Biografia
Sesto dei nove figli di Primo Simón e Ana Ródenas, nacque nei pressi di Orihuela in una famiglia di modesti agricoltori: ricevette la prima istruzione dal parroco ed entrò sedicenne nel seminario conciliare di Orihuela. Fu ordinato prete nel 1875.
Tra il 1876 e il 1879 trascorse un periodo tra i trappisti di Dax. Tornato in patria, entrò tra i cappuccini del convento di Pamplona: prese l'abito l'8 maggio 1880 e il 16 maggio 1881 emise i primi voti; assegnato al convento di Masamagrell, vi pronunciò i voti solenni il 18 maggio 1884. Fu maestro dei novizi e definitore provinciale di Toledo e Valencia; si dedicò al ministero della riconciliazione e alla predicazione delle missioni popolari.
Nel 1891 fu assegnato alla missione di Guajira, in Colombia, di cui fu custode. Fu nominato rettore del seminario di Santa Marta nel 1892, ma lasciò presto l'incarico per dedicarsi all'opera di evangelizzazione.
Resasi vacante la sede vescovile di Santa Marta, il 15 dicembre 1902 fu nominato vicario capitolare della diocesi; il 5 luglio 1904 fu eletto vescovo e il 30 ottobre successivo, a Barranquilla, ricevette la consacrazione episcopale.
Durante il suo episcopato si interessò alla catechesi e alla formazione dei sacerdoti, per i quali restaurò il vecchio seminario e ne eresse uno nuovo; compì tre visite pastorali dell'intera diocesi e promosse il decoro della liturgia, restaurando numerose chiese e dotandole di paramenti.
Lasciò l'episcopato per motivi di salute nel 1912 e fu trasferito alla sede titolare di Echino. Rientrato in patria, si ritirò nel convento di Masamagrell, dove morì nel 1914.
Furono celebrati processi informativi sulla vita, la virtù e la fama di santità del vescovo nelle diocesi di Valencia (1927-1931) e di Santa Marta (1928-1932). Il decreto di introduzione della causa fu emesso da papa Paolo VI il 21 dicembre 1968.
Il 3 aprile 2014 papa Francesco ha autorizzato la pubblicazione del decreto sull'eroicità delle virtù del cappuccino, riconoscendogli il titolo di venerabile.

## Genealogia episcopale
La genealogia episcopale è:
- Cardinale Scipione Rebiba
- Cardinale Giulio Antonio Santori
- Cardinale Girolamo Bernerio, O.P.
- Arcivescovo Galeazzo Sanvitale
- Cardinale Ludovico Ludovisi
- Cardinale Luigi Caetani
- Cardinale Ulderico Carpegna
- Cardinale Paluzzo Paluzzi Altieri degli Albertoni
- Papa Benedetto XIII
- Papa Benedetto XIV
- Papa Clemente XIII
- Cardinale Bernardino Giraud
- Cardinale Alessandro Mattei
- Cardinale Pietro Francesco Galleffi
- Cardinale Giacomo Filippo Fransoni
- Cardinale Carlo Sacconi
- Cardinale Edward Henry Howard
- Cardinale Mariano Rampolla del Tindaro
- Cardinale Rafael Merry del Val y Zulueta
- Cardinale Francesco Ragonesi
- Vescovo Francisco Simón y Ródenas, O.F.M. Cap.